# Long Stone (Minchinhampton)

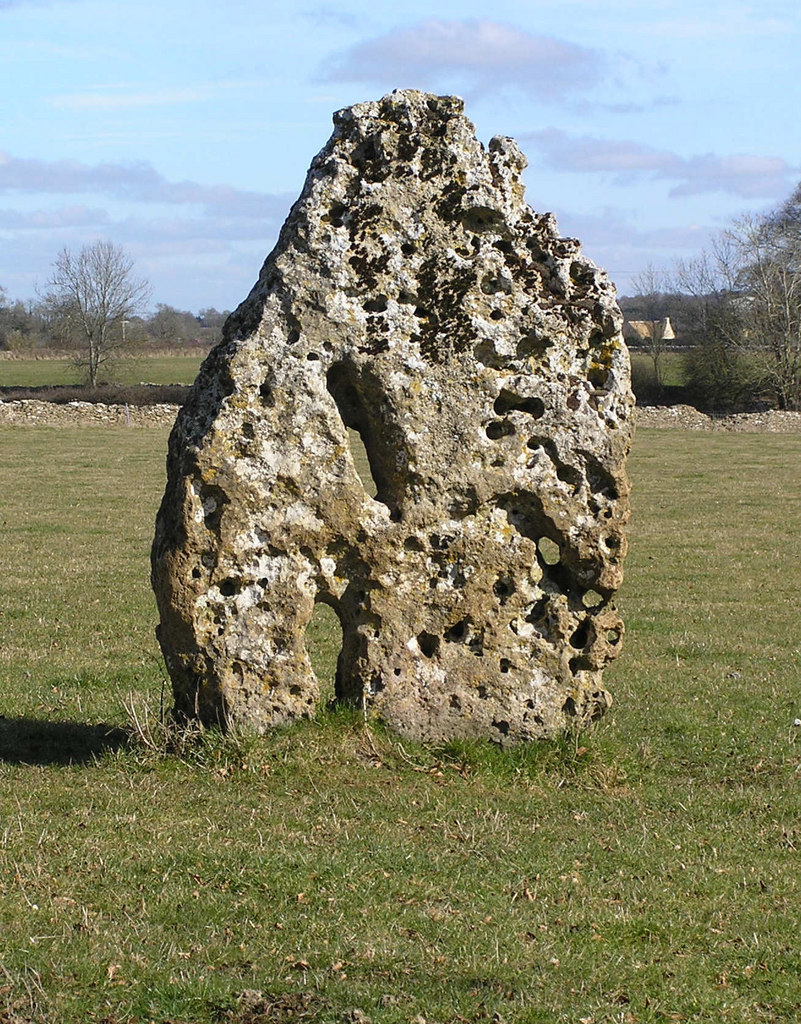
Der Long Stone

Es wird angenommen, dass der Menhir Long Stone (Monument No. 208981) nahe beim Weiler Hampton Fields, südöstlich von Minchinhampton bei Stroud in Gloucestershire in England, die Deckenplatte eines Kammergrabes oder Portal Tombs war. Ein kleinerer Stein im etwa 11,5 m entfernten Feldwall könnte aus der gleichen Megalithanlage stammen oder zu einem Steinpaar gehören. Der Long Stone von Minchinhampton befindet sich direkt an der Straße von Minchinhampton nach Avening in einem Feld.
Der etwa 2,3 m hohe und 1,8 m breite Stein aus porösem Kalkstein hat einige natürliche Löcher. Die Überlieferung behauptet, dass Kinder, die durch das 38 cm große Loch kriechen, von Krankheiten wie Masern oder Keuchhusten geheilt werden. Ein anderer Mythos besagt, dass der Long Stone um Mitternacht um das Feld läuft. Der Menhir ist angeblich die Grabstätte eines dänischen Anführers, der in einer Schlacht bei Woeful Danes Bottom in der Nähe fiel.
Angeblich scheiterten Versuche, den Long Stone mit Ochsen herauszuziehen. Am Long Stone wurden Feuerstein und Pfeilspitzen gefunden. 
Die Grabhügel Crackstone Longbarrow und Gatcombe Lodge und die Kammern von Avening liegen in der Nähe. 